# Pablo Iglesias Posse
Pablo Iglesias Posse (født 18. oktober 1850 i Ferrol, Galicien, død 9. december 1925 i Madrid), bedre kendt som Pablo Iglesias, var en spansk politisk aktivist, der var med til at grundlægge og lede den socialistiske arbejderbevægelse i Spanien. 
Pablo Iglesias grundlagde det socialistiske arbejderparti Partido Socialista Obrero Español (PSOE) i 1879 og senere den indflydelsesrige fagforening Unión General de Trabajadores (UGT) i 1888.